# Bootania orba
Bootania orba is een vliesvleugelig insect uit de familie Torymidae. De wetenschappelijke naam is voor het eerst geldig gepubliceerd in 2002 door Desjardins & Grissell.